# 센나야 플로샤디역
센나야 플로샤디 역(러시아어: Сенная площадь)은 러시아 상트페테르부르크 시에 있는 상트페테르부르크 지하철 모스콥스코 페트로그라츠카야 선의 역이다. 1963년 7월 1일에 개통되었다. 역명은 인근 광장이 위치한 센나야 플로샤디에서 따온 것으로, 1992년 이전에는 '플로샤디 미라(Peace Square)'라는 역명을 사용하였다.
센나야 광장에 위치했던 구세주 교회는 역의 입구를 건설하기 위해 철거되었다.

## 환승
센나야 플로샤디 역에서는 지하 환승 통로를 통해 프라보베레즈나야 선의 스파스카야 역과 프룬젠스코 프리모르스카야 선의 사도바야 역과 연결되어 3개 노선으로의 환승이 가능하다.

## 사진

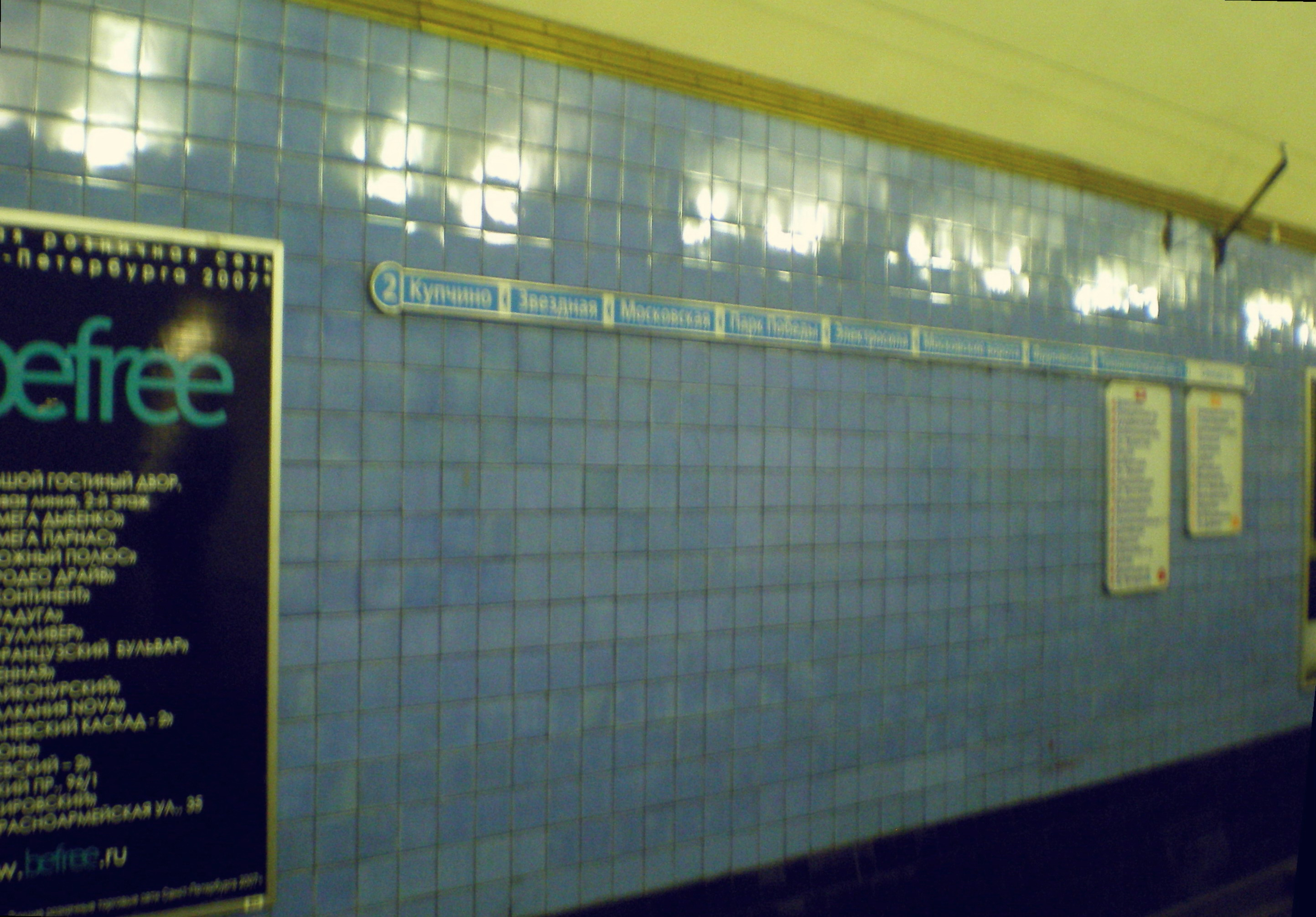
플랫폼 벽면
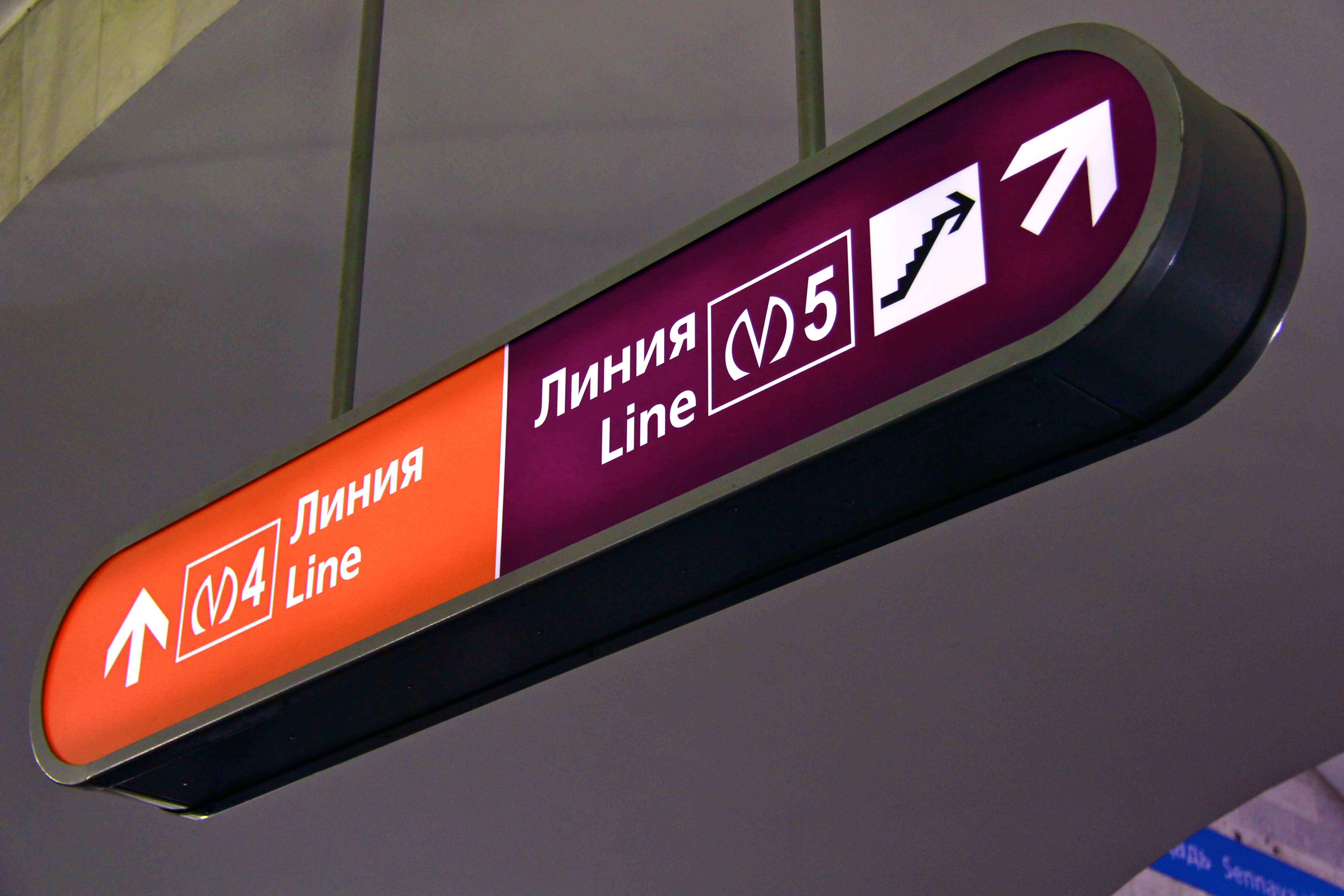
환승 표지판

## 사고
2017년 4월 3일, 자살 폭탄 테러범이 이 역과 테흐놀로기체스키 인스티투트 역 사이 열차에서 자폭하여 14명이 숨지고 최소 49명이 다쳤다.

## 같이 보기
- 2017년 상트페테르부르크 지하철 폭탄 테러